# Пастак, Абрам Исаакович
Абра́м Исаа́кович Паста́к (1861 или 1862, Симферополь — март 1932, Ташкент) — русский и советский агроном

, предприниматель-садовод и благотворитель. Кандидат сельского хозяйства (1889).

## Биография
Родился в 1861 году (по другим данным в 1862 году) в богатой караимской семье. Его отец — почётный гражданин Исаак Иосифович Пастак, был крупным землевладельцем в Симферополе; в их хозяйстве, занимавшем 80 гектаров, имелись сады, виноградники, огороды, питомник. После смерти отца имение перешло по наследству Абраму Исааковичу.
После службы в армии, в 1888 году Абрам Пастак окончил Петровско-Разумовскую земледельческую и лесную академию в Москве (ныне Петровская сельскохозяйственная академия), получив диплом магистра сельского хозяйства и лесоводства. После этого он работал в собственном питомнике, неоднократно бывал за границей, в частности во Франции вместе со своим братом Шаббетаем знакомился с опытом зарубежных садоводов. Так как развитие садоводства в Таврической губернии требовало привлечения квалифицированных специалистов, А. И. Пастак выступал за создание на базе имения «Салгирка» школы садоводства и помологической станции. В 1890 году он написал письмо в Симферопольское отделение Императорского российского общества садоводства с предложением открыть школу в его имении и безвозмездно передать для этого собственные свободные помещения с возможностью её ученикам участвовать работах в питомнике и саду". В 1895 году «Школа садоводства, огородничества и виноградарства» Министерства земледелия России была официально открыта в имении «Салгирка», ставшего также базой для этого учебного заведения. В 1897 году начался приём садовых рабочих, лучшие из которых отправлялись стажироваться за границу. Позже Абрам Исаакович основал в Балаклаве на паях с севастопольским промышленником и купцом Иосифом Семёновичем Кефели фабрику, предназначенную для консервирования готовой продукции.
Успехи Абрама Исааковича Пастака в помолого-селекционной работе были оценены по достоинству: он был награждён золотыми медалями на садово-плодоводческих выставках в Нижнем Новгороде, Москве и Санкт-Петербурге, а также в Париже и Турине. В 1908 году Императорское российское общество садоводства отметило свое 50-летие, и в Санкт-Петербурге была организована Всероссийская юбилейная промышленная выставка садоводства, плодоводства и огородничества, по окончании которой некоторым участникам, в числе которых был и А. И. Пастак, вручены медали. В 1906 году он был удостоен благодарности Таврического губернского земского собрания за инициативу в деле устройства частных садовых школ, а в 1908 году на выставке плодоводства в Геленджике ему вручили почётный диплом.
Также Абрам Пастак занимался предпринимательской и общественной деятельностью. В 1902 году он был избран в образованную членами «Симферопольского отделения Императорского Российского общества садоводства» комиссию по разработке вопросов, связанных с нуждами сельскохозяйственной промышленности. В 1912 году в числе других крымских землевладельцев был включён в список лиц, имевших право принимать участие в съезде землевладельцев по выборам в Государственную Думу (Пастак владел 1 360 десятинами земли при деревне Сарайлы-Кият, ныне село Мирное Симферопольского района Крыма). Абрам Исаакович был инициатором создания первого в Крыму Сельскохозяйственного общества взаимного кредита и банка взаимного кредита, директором которого он состоял с 1911 по 1920 год; был одним из организаторов Крымской фруктовой и винной биржи, созданной при содействии Санкт-Петербургской фруктовой, винной, чайной и рыбной биржи. Принимал участие в работе Симферопольского уездного земского собрания, в числе других видных деятелей земства, входил в состав различных его комиссий. Продукция хозяйства Пастака, пользовалась спросом в России и за её пределами, она экспортировалась во Францию, США, Туркестан. Абраму Исааковичу удалось организовать поставки крымских фруктов ко двору персидского валиахда (наследник престола) Мохаммеда-Али, за что в 1904 году был удостоен ордена Льва и Солнца 3-й степени.
На поприще благотворительности Абрам Исаакович Пастак участвовал в постройке в Симферополе здания караимской кенассы, сделав значительное пожертвование. От него также поступали пожертвования в пользу Симферопольского благотворительного общества и Симферопольского общества «Детская помощь». Он избирался и входил в состав попечительского совета Симферопольской мужской казённой гимназии.
Октябрьская революция и последовавшая за ней Гражданская война нанесли невосполнимый урон хозяйству А. И. Пастака: его семья потеряла практически всё, а сам он несколько раз арестовывался и находился в тюрьме. После Гражданской войны Абрам Исаакович был разносчиком «караимских пирожков», которые пекли его жена и домработница. В начале 1920-х годов он открыл курсы, где передавал слушателям опыт своей практической работы. Однако и на новом поприще трудовой деятельности Пастак по-прежнему оставался для властей одним из «бывших». В 1925 году он был репрессирован и выслан в Ташкент, куда уехал вместе с женой. Здесь он устроился на работу агрономом и читал лекции по сельскому хозяйству и садоводству в Ташкентском университете (ныне Национальный университет Узбекистана), занимался гелиотехникой.
Умер в марте 1932 года и был похоронен в Ташкенте.

### Семья и потомки
Абрам Исаакович был женат на Вере Самуиловне Крым (1870—1944) — родной сестре Соломона Самойловича Крыма, премьер-министра Крымского краевого правительства в 1919 году, члена Государственного Совета и депутата Государственной Думы Российской империи первого и четвёртого созывов от Таврической губернии.
У супругов Пастак было семь детей — три сына: Исаак (1894—1965), Себастьян (Шаббетай, 1896—1985), Илья (?—1930-е годы) и четыре дочери: Евгения (Эстер, 1897—1953), Софья (1898—1942), Анна (1900—1942), Елизавета (1906—1993).
- Внук (сын Анны Пастак) — Анатолий Аркадьевич Брискин (1923—2005), советский и российский дирижёр, педагог, пианист.

- Праправнук — Аркадий Анатольевич Румянцев, солист Академии молодых оперных певцов Мариинского театра.

- Внучка (дочь Анны Пастак) — Ирина Аркадьевна Брискина (1921—1989), выпускница Ленинградской консерватории, более тридцати лет заведовала фортепианным отделением Симферопольского музыкального училища. Среди её учеников — А. С. Караманов[4], С. Р. Зубковский.
  - Правнук — Валерий Львович Сигалевич[англ.] (род. 1950), пианист, живёт во Франции.
- Внучка (дочь Елизаветы Пастак) — София Анатольевна Шляпникова (урожд. Горинова, 1948—2015), заслуженная артистка России (2008), ведущий концертмейстер Санкт-Петербургской консерватории.

Брат — Марк Исаакович Пастак (1872—1938), в 1937 году арестован Феодосийским ГО НКВД Крыма по ст. 58-10, на момент ареста счетовод начальной школы № 15. Осуждён тройкой НКВД Крыма к расстрелу с конфискацией имущества, расстрелян 11 января 1938 года. Реабилитирован в 1989 году прокуратурой Крымской области.

## Память
- В музее истории совхоза имени Ф. Я. Дзержинского, расположенного в селе Мирное Симферопольского района, имеется музейная экспозиция «Абрам Пастак — достойный сын караимского народа», посвящённая научной и хозяйственной деятельности Абрама Пастака, а также истории и культуре караимского народа.
- Улица Абрама Пастака (село Мирное, Симферопольский район)[6].